# Hvalbiar kommuna
Hvalbiar kommuna er en kommune på Færøerne. Den omfatter bygderne Hvalba og Sandvík på det nordligste Suðuroy, og desuden den ubeboede ø Lítla Dímun, hvor jorden ejes af indbyggere i Hvalba. Kommunen blev udskilt fra Suðuroyar præstegælds kommune i 1878. 1. januar 2009 havde Hvalbiar kommuna 733 indbyggere, mod 829 i 1960.

## Politik
Sidste kommunalbestyrelsesvalg blev afholdt i 13. november 2012, og valgte kommunestyre med virkning fra 1. januar 2013. Stemmeprocenten var 81,9%. Stenhuggeren Trúgvi Gudmundarson fra Folkeflokken overtog borgmesterposten efter partifællen Otto West, der ikke genopstillede.
| Liste | Parti             | Stemmer | Procent | Mandater | Mandater |
| ----- | ----------------- | ------- | ------- | -------- | -------- |
| A     | Fólkaflokkurin    | 247     | 53,93   | 4        | -1       |
| B     | Sambandsflokkurin | 211     | 46,07   | 3        | +1       |
|       | I alt             | 458     | 100     | 7        | 0        |

| Liste A        | Liste A                         | Liste A        | Liste B           | Liste B               | Liste B           |
| Fólkaflokkurin | Fólkaflokkurin                  | Fólkaflokkurin | Sambandsflokkurin | Sambandsflokkurin     | Sambandsflokkurin |
| Nr             | Kandidat                        | Stemmer        | Nr                | Kandidat              | Stemmer           |
| -------------- | ------------------------------- | -------------- | ----------------- | --------------------- | ----------------- |
| 1.             | Trúgvi Gudmundarson             | 58             | 1.                | Trygvi Midjord        | 29                |
| 2.             | Sunrid Olsen                    | 9              | 2.                | Signar Olsen          | 16                |
| 3.             | Rúni Thomsen                    | 40             | 3.                | Oddur Holm            | 2                 |
| 4.             | Niels Pauli Hammer              | 14             | 4.                | Niclas Sigurheim      | 6                 |
| 5.             | Niels Olaf Eyvindsson           | 21             | 5.                | Martin í Nesi         | 31                |
| 6.             | Niels Jacob Thomsen             | 29             | 6.                | Magni Bertholdsen     | 56                |
| 7.             | Johan Eli Fríði Lyngvej Poulsen | 40             | 7.                | Kim Mortensen         | 9                 |
| 8.             | Janus Ellendersen               | 17             | 8.                | Jan Poulsen           | 9                 |
| 9.             | Herdis Jensen                   | 10             | 9.                | Ingibjørg Vestergaard | 6                 |
| 10.            | Hans Cesil Poulsen              | 8              | 10.               | Eyðvør Thomsen        | 6                 |
|                |                                 |                | 11.               | Eyðfinn Debes         | 41                |
|                | Liste                           | 1              |                   | Liste                 | 0                 |